# Nymphaster alcocki
Nymphaster alcocki is een zeester uit de familie Goniasteridae.
De wetenschappelijke naam van de soort werd in 1900 gepubliceerd door Hubert Ludwig.